# Palacete Valmor
O Palacete Valmor é um edifício localizado na Avenida da República, n.º 38 a 38 A, e Avenida Visconde Valmor, n.º 22, na freguesia das Avenidas Novas, Lisboa.

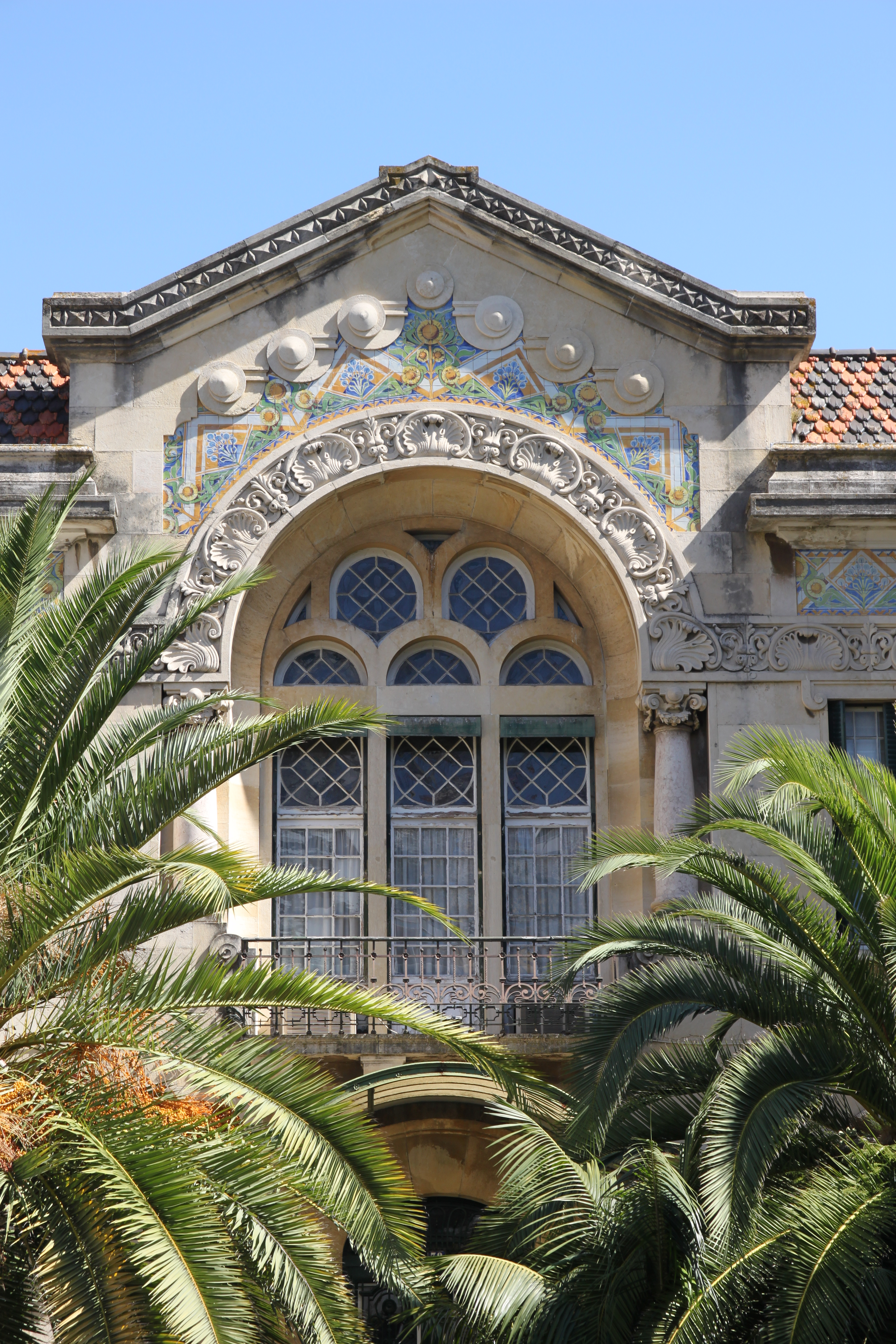
Pormenor do edifício, prémio Valmor em 1906

Propriedade de Josefina Clarisse Duprat de Oliveira, 2.ª Viscondessa de Valmor, foi construído em 1906 com projecto do arquiteto Miguel Ventura Terra, tendo-lhe sido atribuído o prémio Valmor desse ano.
Este edifício está classificado como Imóvel de Interesse Público.

## Ver Também
- Prémio Valmor
- Miguel Ventura Terra
- Ecletismo em Portugal